# Chancelier du duché de Lancastre du cabinet fantôme
Le chancelier fantôme du duché de Lancastre (anglais : Shadow Chancellor of the Duchy of Lancaster) est un membre du cabinet fantôme britannique, nommé par le leader de l'opposition. Le poste consiste à demander des comptes au chancelier du duché de Lancastre, qui contrôle les successions et les loyers du duché de Lancastre. Le poste a été rétabli par Sir Keir Starmer en avril 2020, remplaçant le poste de Lord Président du Conseil du cabinet fantôme occupé en dernier lieu par Jon Trickett, qui a été séparé du Leader fantôme de la Chambre des communes par l'ancien leader travailliste Jeremy Corbyn.
Le poste est actuellement occupé par Alex Burghart. Il a été nommé au cabinet fantôme en novembre 2024 par Kemi Badenoch.

## Liste des anciens chanceliers du duché de Lancastre de l'ombre
| Nom                        | Nom                                            | Nom          | Mandat            | Mandat                                       | Fonction exercée simultanément                                                         | Parti politique | Leader de l'Opposition |
| -------------------------- | ---------------------------------------------- | ------------ | ----------------- | -------------------------------------------- | -------------------------------------------------------------------------------------- | --------------- | ---------------------- |
|                            | Mo Mowlam MP pour Redcar                       |              | 18 juillet 1992   | 29 septembre 1992                            | Ministre de l'ombre pour la charte du citoyen                                          | Travailliste    | John Smith             |
|                            | Michael Meacher MP pour Oldham West and Royton |              | 21 octobre 1993   | 20 octobre 1994                              | Ministre de l'ombre pour la charte du citoyen                                          | Travailliste    | John Smith             |
| Margaret Beckett (intérim) | Michael Meacher MP pour Oldham West and Royton |              | 21 octobre 1993   | 20 octobre 1994                              | Ministre de l'ombre pour la charte du citoyen                                          | Travailliste    |                        |
|                            | Ann Taylor MP pour Dewsbury                    |              | 20 octobre 1994   | 19 octobre 1995                              | Ministre de l'ombre pour la charte du citoyen                                          | Travailliste    | Tony Blair             |
|                            | Derek Foster MP pour Bishop Auckland           |              | 19 octobre 1995   | 2 mai 1997                                   | Ministre de l'ombre pour la charte du citoyen                                          | Travailliste    | Tony Blair             |
|                            | Michael Heseltine MP pour Henley               |              | 2 mai 1997        | 19 juin 1997                                 | Leader adjoint de l'Opposition Secrétaire d'État de l'ombre pour l'Industrie           | Conservateur    | John Major             |
|                            | Gillian Shephard MP pour South West Norfolk    |              | 19 juin 1997      | 1er juin 1998                                | Leader fantôme de la Chambre des communes                                              | Conservateur    | William Hague          |
|                            | George Young MP pour Ealing Acton              |              | 1er juin 1998     | 15 juin 1999                                 | Leader fantôme de la Chambre des communes                                              | Conservateur    | William Hague          |
|                            | George Young MP pour Ealing Acton              | 15 juin 1999 | 26 septembre 2000 | Porte-parole des affaires constitutionnelles |                                                                                        | Conservateur    | William Hague          |
|                            | Angela Browning MP pour Tiverton and Honiton   |              | 26 septembre 2000 | 14 septembre 2001                            | Leader fantôme de la Chambre des communes Porte-parole des affaires constitutionnelles | Conservateur    | William Hague          |
|                            | Eric Forth MP pour Bromley and Chislehurst     |              | 14 septembre 2001 | 11 novembre 2003                             | Leader fantôme de la Chambre des communes                                              | Conservateur    | Iain Duncan Smith      |
| Vacant                     | Vacant                                         | Vacant       | 11 novembre 2003  | 8 décembre 2005                              | Vacant                                                                                 | Vacant          | Vacant                 |
|                            | Oliver Heald MP pour North East Hertfordshire  |              | 8 décembre 2005   | 2 juillet 2007                               | Secrétaire d'État à la Justice du cabinet fantôme                                      | Conservateur    | David Cameron          |
|                            | Francis Maude MP pour Horsham                  |              | 2 juillet 2007    | 11 mai 2010                                  | Ministre de l'ombre pour le Cabinet Office                                             | Conservateur    | David Cameron          |
| Vacant                     | Vacant                                         | Vacant       | 11 mai 2010       | 5 avril 2020                                 | Vacant                                                                                 | Vacant          | Vacant                 |
|                            | Rachel Reeves MP pour Leeds West               |              | 5 avril 2020      | 9 mai 2021                                   | Ministre de l'ombre pour le Cabinet Office                                             | Travailliste    | Keir Starmer           |
|                            | Angela Rayner MP pour Ashton-under-Lyne        |              | 9 mai 2021        | 4 septembre 2023                             | Ministre de l'ombre pour le Cabinet Office                                             | Travailliste    | Keir Starmer           |
|                            | Pat McFadden MP pour Wolverhampton South East  |              | 4 septembre 2023  | 5 juillet 2024                               | Ministre de l'ombre pour le Cabinet Office                                             | Travailliste    | Keir Starmer           |
|                            | Oliver Dowden MP pour Hertsmere                |              | 5 juillet 2024    | 5 novembre 2024                              | Vice-chef de l'Opposition                                                              | Conservateur    | Rishi Sunak            |